# Они (провинция)
Они (фр. Aunis), также встречается название Онис — историческая область Франции с центром в городе Ла-Рошель. Была самой маленькой провинцией Франции. Выделена из Сентонжа в 1374 году. Прекратила существование после создания департаментов в 1790 году. Сегодня почти вся территория бывшей провинции принадлежит департаменту Приморская Шаранта, кроме небольших частей, отнесённых к департаментам Дё-Севр и Вандея.